# 阿拉逍遥蛛
阿拉逍遥蛛（学名：Philodromus alascensis）为逍遥蛛科逍遥蛛属的动物。分布于俄罗斯、北美洲以及中国大陆的内蒙古、新疆等地，一般生活于胡杨林带、树林以及果园。该物种的模式产地在北美洲。